# Дегові
Дегові, віскашеві або восьмизубові або  (Octodontidae) — родина гризунів. Найдавніший викопний матеріал походить з пізнього олігоцену Південної Америки.

## Зовнішня морфологія
Хоча представники родини в основному жителі нір, зовнішній вигляд дуже нагадує щура. Більшість видів мають великі вуха, великі очі й довгі вібриси. Передні лапи мають чотири пальці, задні — п'ять; хвіст в залежності від виду може бути як довгим так і досить коротким. Це порівняно невеликі (від 200 до 300 грамів), товсті, дужі гризуни з хвостом зазвичай коротшим від голови й тіла. Шерсть м'яка; колір на спині варіює від сірого до коричневого, на животі він вершковий або білий. Зубна формула: 1/1, 0/0, 1/1, 3/3 = 20.

## Поширення
Мають обмежений діапазон проживання поблизу західного узбережжя Південної Америки від південно-західного Перу до півночі Аргентини і північної частини Чилі. Дегові займають різні місця проживання, від трав'янистих областей до високогірних лісів Анд і до сухих схилів, укритих кактусами та акацією. Щодо висоти проживання — вони поширені від прибережних чагарників на рівні моря до кам'янистих оголень близько 3500 м над рівнем моря.

## Поведінка
Усі пристосовані до риття і багато з них живуть у норах їх власної конструкції, але Aconaemys, й особливо Spalacopus надзвичайно рийні тварини з невеликими кінцівками й веретеноподібними тілами й вони проводять більшу частину свого життя під землею. Більшість з них живуть в колоніях; деякі показують складне соціальне поводження. Вони, очевидно, травоїдні, вживають велику різноманітність трав'янистої рослинності. Всі види родини мають тривалий період вагітності як для їх розміру тіла. Octodon незвичайні в тому, що велика частина їх діяльності, мабуть, денна.

## Систематика
Поділяються на 7 родів і 15 видів.
- Родина Дегові (Octodontidae)
  - Рід Aconaemys
    - Вид Aconaemys fuscus (чилійський скельний щур)
    - Вид Aconaemys porteri (скельний щур Портера)
    - Вид Aconaemys sagei (скельний щур Сейджа)

  - Рід Octodon
    - Вид Octodon bridgesi (дегу Бріджеса)
    - Вид Octodon degus (дегу звичайний)
    - Вид Octodon lunatus (дегу місяцезубий)
    - Вид Octodon pacificus (дегу тихоокеанський)
    - Вид Octodon ricardojeda

  - Рід Octodontomys
    - Вид Octodontomys gliroides (гірський дегу)

  - Рід Octomys
    - Вид Octomys mimax (віскачевий щур)

  - Рід Pipanacoctomys
    - Вид Pipanacoctomys aureus (золотистий віскачевий щур)

  - Рід Spalacopus
    - Вид Spalacopus cyanus (коруро)

  - Рід Tympanoctomys
    - Вид Tympanoctomys barrerae (рівнинний віскачевий щур)
    - Вид Tympanoctomys kirchnerorum
    - Вид Tympanoctomys loschalchalerosorum (віскачевий щур чалчалеро)
    - Вид † Tympanoctomys cordubensis